# Iabá
Iabá (em iorubá: Iyagba), cujo significado é Mãe Rainha, é o termo dado aos orixás femininos Iemanjá e Oxum, mas no Brasil esse termo é utilizado para definir todos os orixás femininos em geral em vez do termo Obirinxá (Orixá feminino), que seria o termo mais correto. O termo Iabá é dado a Iemanjá e Oxum, porque ambas estão intimamente ligadas da gestação ao parto e aos cuidados da mãe com o seu filho e também por terem sido rainhas e apenas essas duas divindades usam o filá de contas presas aos seus adês que servem para cobrirem os seus rostos nas festas.
Iabá ou Aiabá é o termo usado no Candomblé para definir os Orixás femininos como: Oxum, Oiá, Obá, Ieuá, Iemanjá, Nanã e outras.